# Lothar Gerber
Lothar Gerber (* 7. August 1937) ist ein deutscher Kameramann.
Lothar Gerber war seit Mitte der 1950er Jahre als Kameramann beim DEFA-Studio für Spielfilme tätig. Nach der Wiedervereinigung war er noch bis 1990 als Kameramann tätig. Insgesamt wirkte er bei 30 Produktionen mit.  

## Filmografie (Auswahl)
- 1963: Vom König Midas
- 1964: Die Suche nach dem wunderbunten Vögelchen
- 1965: König Drosselbart
- 1966: Hände hoch oder ich schieße
- 1969: Käuzchenkuhle
- 1971: Dornröschen
- 1973: Susanne und der Zauberring
- 1978: Gefährliche Fahndung (Fernsehserie, 7 Folgen)
- 1989–1990: Das Erbe der Guldenburgs (Fernsehserie, 13 Folgen)